# Научный центр правовой информации
Научный центр правовой информации при Министерстве юстиции Российской Федерации (НЦПИ) — федеральное государственное учреждение при Минюсте России.
Основано 25 июня 1975 года постановлением Совета Министров СССР № 558 в составе Всесоюзного научно-исследовательского института советского законодательства.
До 1993 года Центр был единственной государственной организацией, обеспечивающей правовой информацией аппарат представительной, исполнительной и судебной власти.

## Цели и задачи
Основными целями деятельности Научного центра правовой информации являются:
- реализация государственной политики информатизации Минюста России;
- ведение федерального регистра, государственных информационных ресурсов, других баз данных правовой информации в Минюсте России;
- внедрение информационных технологий в деятельность Минюста России;
- удовлетворение потребностей Минюста России в информационной поддержке деятельности;
- предотвращение утечки по техническим каналам информации ограниченного доступа.

## Деятельность
НЦПИ выполняет функции центрального узла распределенной информационно-вычислительной системы в структуре органов юстиции Российской Федерации. В НЦПИ были созданы и ведутся следующие электронные базы данных законодательных, подзаконных и нормативных актов:
- Федеральный регистр нормативных правовых актов субъектов Российской Федерации.

Центр проводит научные исследования по проблемам создания, внедрения и эксплуатации информационно-телекоммуникационных систем, а также проводит опытно-конструкторские, проектные, строительно-монтажные и пусконаладочные работы по созданию информационных систем, систем обработки данных, аппаратно-программных комплексов и программных продуктов.